# 恋春アドレセンス
『恋春アドレセンス』（こいはるアドレセンス）は、2014年10月31日にEclairより発売された18禁美少女アドベンチャーゲーム。
2017年1月20日にはハロブッツより全年齢向けのAndroid版が配信された。

## システム
本作は前後編に分かれており、前半は共通ルートであり、後半は個別ルートである。選択肢の代わりにイベントを選択する場面もある。

## ストーリー
主人公の浅羽一春は幼なじみと姉の策略により、秋の桜春祭までに“恋”することを約束してしまう。

## 登場人物

### 主人公
浅羽 一春 （あさば かずはる）
本作の主人公で自由人。

### メインヒロイン
結崎 叶衣 （ゆいざき かなえ）
声 - 百瀬ぽこ
身長：160cm / B87/ W58/ H84
主人公とは幼馴染。家事は苦手。
吉江 茉莉 （よしえ まつり）
声 - 桃井いちご
身長：162cm / B91/ W61/ H86
主人公の姉の親友で副会長で吉江神社の巫女。
浅羽 千冬 （あさば ちふゆ）
声 - くすはらゆい
身長：154cm / B86/ W56/ H80
主人公の妹。友達が少ない。
明日 未優 （あす みゆ）
声 - 秋野花
身長：149cm / B75/ W54/ H76
少し耳年増で千冬・柊と仲が良い。
柊 （ひいらぎ）
声 - 羽鳥いち
身長：157cm / B87/ W57/ H83
少女の幽霊で主人公に取り憑き、ペットとして飼われる。

### サブキャラクター
吉江 泉 （よしえ いずみ）
声 - 小倉結衣
身長：160cm / B79/ W55/ H77
主人公のクラスメイト。茉莉の妹だが、性格も体型もあまり似ていない。
浅羽 守祢 （あさば かみね）
声 - かわしまりの
身長：167cm / B92/ W58/ H85
主人公の姉。桜春学園の学生会長。
天宮 九 （あまみや いちじく）
声 - 藤咲ウサ
身長：166cm / B91/ W55/ H83
主人公の先輩。桜春学園学生会の書記で実は令嬢。

## スタッフ
（出典：）
- キャラクターデザイン・原画 - root、ゆんちゃ*（SD原画）
- シナリオ - 八日なのか
- 音楽 - Eclair・朝霧はやと

## 主題歌
（出典：）
オープニングテーマ「Spring Time Spring!」
作詞 - Eclair / 作曲 - 朝霧はやと / 歌 - Rita
エンディングテーマ「Close yet far」
作詞 - Eclair / 作曲 - 朝霧はやと / 歌 - Prico
挿入歌「Message」
作詞 - Eclair / 作曲 - 朝霧はやと / 歌 - 吉江泉（小倉結衣）

## サウンドトラック
恋春オリジナルサウンドディスク
予約特典として主題歌・挿入歌3曲と全BGMの合計31曲を収録した「恋春オリジナルサウンドディスク」が配布された。
| #         | タイトル                                        | 作詞      | 作曲       | 時間 |
| --------- | ----------------------------------------------- | --------- | ---------- | ---- |
| 1.        | 「Spring Time Spring! (Full Ver.)」(歌：Rita)   | Eclair    | 朝霧はやと | 3:53 |
| 2.        | 「Spring Time Spring! (Inst Ver.)」             |           | 朝霧はやと | 3:53 |
| 3.        | 「Message (Full Ver.)」(歌：小倉結衣（吉江泉）) | Eclair    | 朝霧はやと | 4:52 |
| 4.        | 「Message (Inst Ver.)」                         |           | 朝霧はやと | 4:52 |
| 5.        | 「Close yet far (Full Ver.)」(歌：Prico)        | Eclair    | 朝霧はやと | 4:46 |
| 6.        | 「Close yet far (Inst Ver.)」                   |           | 朝霧はやと | 4:44 |
| 7.        | 「Message for everyone」                        |           | 朝霧はやと | 2:00 |
| 8.        | 「優しい刻」                                    |           | 朝霧はやと | 2:04 |
| 9.        | 「Be excited」                                  |           | 朝霧はやと | 1:20 |
| 10.       | 「雀の囀りと寝惚け眼」                          |           | 朝霧はやと | 2:29 |
| 11.       | 「静かなる夜に」                                |           | 朝霧はやと | 2:09 |
| 12.       | 「hop*step*dance!」                             |           | 朝霧はやと | 1:27 |
| 13.       | 「浅羽一春の憂鬱」                              |           | 朝霧はやと | 1:44 |
| 14.       | 「爽やかな昼下がり」                            |           | 朝霧はやと | 1:23 |
| 15.       | 「げげぇ!?」                                    |           | 朝霧はやと | 1:46 |
| 16.       | 「お日様ウキシング」                            |           | 朝霧はやと | 1:57 |
| 17.       | 「まったりもぐもぐ」                            |           | 朝霧はやと | 1:35 |
| 18.       | 「乙女Purely」                                  |           | 朝霧はやと | 2:16 |
| 19.       | 「しっとり濡れて」                              |           | 朝霧はやと | 2:04 |
| 20.       | 「CUTE*DEVIL」                                  |           | 朝霧はやと | 1:51 |
| 21.       | 「あんらいくごーすと」                          |           | 朝霧はやと | 1:36 |
| 22.       | 「プラチナデイズ!」                             |           | 朝霧はやと | 1:54 |
| 23.       | 「お昼寝の時間」                                |           | 朝霧はやと | 1:23 |
| 24.       | 「csikos post」                                 |           | 朝霧はやと | 1:21 |
| 25.       | 「ホワイトクリスマスに憧れて」                  |           | 朝霧はやと | 1:28 |
| 26.       | 「謹賀新年」                                    |           | 朝霧はやと | 1:00 |
| 27.       | 「燃え上がる闘志」                              |           | 朝霧はやと | 1:54 |
| 28.       | 「Shake!」                                      |           | 朝霧はやと | 1:02 |
| 29.       | 「夏の訪れ」                                    |           | 朝霧はやと | 1:42 |
| 30.       | 「初夜」                                        |           | 朝霧はやと | 1:20 |
| 31.       | 「promise to love」                             |           | 朝霧はやと | 1:42 |
| 合計時間: | 合計時間:                                       | 合計時間: | 69:27      |      |

## 反響

### 売り上げ
本作は発売月（2014年10月）の売り上げにおいて、PCpressの集計では23位、Getchu.comの集計では12位を記録した。発売年（2014年）においては、Getchu.comの集計で上位50位の圏外、『BugBug』の集計で年間上位20位の圏外であった。

### 人気投票
| 部門名       | Getchu.com | BugBug    | アワード  |
| ------------ | ---------- | --------- | --------- |
| 総合         | 圏外/20位  | 圏外/20位 | 圏外/50位 |
| シナリオ     | 圏外/10位  | 圏外/20位 | 部門なし  |
| グラフィック | 圏外/10位  | 部門なし  | 部門なし  |
| 音楽         | 圏外/10位  | 圏外/20位 | 部門なし  |
| システム     | 圏外/10位  | 圏外/20位 | 部門なし  |
| ヴォイス     | 部門なし   | 圏外/20位 | 部門なし  |
| ムービー     | 圏外/10位  | 部門なし  | 部門なし  |
| エッチ       | 圏外/10位  | 圏外/20位 | 部門なし  |
| キャラクター | 0人/20位   | 0人/20位  | 部門なし  |

本作は発売月（2014年10月）のユーザー人気投票において、Getchu.comの2位を獲得した。発売年（2014年）の人気投票においては、Getchu.comでは全部門で圏外、『BugBug』では全部門で圏外、萌えゲーアワードでは上位50位の圏外であった（表：「2014年の美少女ゲーム人気投票における本作の位置」に一覧を示す。）。